# ぶらじる丸
ぶら𛁈゙る丸（ぶら志゙る丸）/ぶらじる丸（- まる、BRASIL MARU/BRAZIL MARU）は、大阪商船、商船三井客船が所有し運航されていた貨客船および、洞雲汽船およびパナマのタモウ・ラインが所有し商船三井の手により運航されている鉄鉱石運搬船。
大阪商船所属の初代はあるぜんちな丸級貨客船の二番船として西回り南米航路に就航して移民輸送に活躍した。太平洋戦争中の1942年（昭和17年）8月5日、航空母艦への改造を予定して内地に帰投中、米潜水艦の魚雷攻撃により沈没した。
大阪商船および商船三井客船所属の二代目も貨客船であり、南米航路に就航したあとは海上パビリオンとして活用された。洞雲汽船およびタモウ・ライン所有の三代目は世界最大級の鉄鉱石運搬船であり、「笠戸丸」による移民輸送100周年を期して命名された。
なお、船名表記については初代が「ぶら志゙る丸」（正確には漢字の志そのものではなく、それをもとにした変体仮名の𛁈゙（）である。詳しくはし (志の変体仮名)を参照）、二代目が「ぶらじる丸」、三代目がポルトガル語表記で「BRASIL MARU」である。三代目の表記は初代のアルファベット表記と同じであるが、二代目は「BRAZIL MARU」と英語表記である。

## ぶら志゛る丸

### 概要
「ぶら志゛る丸」は三菱長崎造船所で1938年（昭和13年）10月31日に起工。
1939年（昭和14年）8月2日に進水。同年12月23日に竣工した。
定繋港は神戸港と定められた。
基本的な仕様は姉妹船「あるぜんちな丸」とほぼ同一であり、一等食堂レイアウトでは村野藤吾ら建築家が参加し船内装飾も「あるぜんちな丸」と同様に日本趣味に統一されたものとなったが、一等食堂壁面は染織家山鹿清華が手掛けた総絹糸織の「手織綿」で彩られ、「日光」、「鎌倉」、「宮島」と日本の観光地の名前が付けられたスイートルームや特別室が配された。また、一等ラウンジの天井部分は、「あるぜんちな丸」とは違ってビームがむき出しのまま間接照明が配された形となった。これは設計担当の大阪商船工務部長の和辻春樹の発想であり、和辻曰く「ビームは船特有の持ち味だから、むしろ、あからさまに出して効果を出したら」ということとなり、通例では覆い隠すビーム部分に間接照明を配したのである。「世界にも類を見ない試み」かどうかはさておいても、装飾面においては「あるぜんちな丸」とは決定的に異なる特徴となった。
1940年（昭和15年）1月11日、「ぶら志゛る丸」は処女航海で横浜港を出港して処女航海の途に就く。しかし、「あるぜんちな丸」の処女航海中に勃発した第二次世界大戦の影響もあり、3航海を終えた時点で西回り南米航路からは撤退し、大阪大連線（大連航路）に移されたが、大連航路での活躍期間も短く、1941年（昭和16年）9月4日付で日本海軍に徴傭される。「ぶら志゛る丸」無線局も閉鎖された。
当初は一般徴傭船としてトラック諸島、サイパン島、クェゼリン環礁などへの輸送任務に従事した。
上甲板に大発動艇10隻を搭載、後部船倉内に重油タンク、二重底区画に真水タンクを増設したという。
徴傭船になったあと、特別室「鎌倉」と「宮島」が霊安室に変身した。
1942年（昭和17年）5月1日、日本海軍は「あるぜんちな丸」、「ぶら志゛る丸」を特設運送船に入籍。
日本海軍の法令上では「ぶらじる丸」と呼称された。
2隻とも横須賀鎮守府所管となる。
特設艦船入籍後、「あるぜんちな丸」と「ぶら志゛る丸」は他の輸送船とミッドウェー作戦に参加。
第二連合特別陸戦隊（司令官大田実少将）指揮下の呉第五特別陸戦隊を乗せ、ミッドウェー島まで輸送することとなった。大田司令官は陸戦隊本部を「ぶら志゛る丸」に置いた。
5月28日に「ぶら志゛る丸」は第二水雷戦隊などに護衛されてサイパン島を出撃。船団は、一路ミッドウェー島に向かった。
しかし、攻略部隊は6月4日になってB-17やPBY カタリナの雷爆撃を受けた。
翌6月5日にはミッドウェー海戦が生起して第一航空艦隊が壊滅し、作戦が中止になったため攻略部隊も反転せざるを得なかった。
6月13日、「あるぜんちな丸」、「ぶら志゛る丸」は第二水雷戦隊各艦と共に大宮島（グアム）に帰投。数日間、グアム島で待機した。6月22日、第二連合特別陸戦隊本部は「ぶら志゛る丸」から陸上に移転した。
アリューシャン方面の戦いに投入された「あるぜんちな丸」とは違い、「ぶら志゛る丸」は横須賀に向かい、7月4日に到着した。7月18日にはソロモン方面への航空資材と人員の輸送のため大阪と釜山に寄港したのちにラバウルに向かったが、途中で航空母艦に改装されることが決まり、輸送任務は打ち切られトラックで待機となった。
ミッドウェー海戦で喪失した主力空母4隻（赤城、加賀、蒼龍、飛龍）の穴埋めであり、昭和18年度では「ぶら志゛る丸」を含めて5隻（あるぜんちな丸、シャルンホルスト、千歳、千代田、ぶら志゛る丸）が対象である（官房機密第8107号）。空母改造にあっては、主機関を陽炎型駆逐艦のものへ換装する予定であった。

### 沈没
1942年（昭和17年）8月4日14時、「ぶら志゛る丸」は便乗者240名を乗せてトラックを出港し、北水道を通過して横須賀へ向かった。この航海を終えれば、「ぶら志゛る丸」は航空母艦に改造される予定であった。「ぶら志゛る丸」は速力も出るため単独航海となり、8月9日横須賀着の予定であったという。
しかし、出港後7時間足らずの20時50分ごろ、北緯08度50分 東経151度04分 / 北緯8.833度 東経151.067度の推定地点を航行中、船体に衝撃を受ける。そのころ、トラック沖で哨戒にあたっていたアメリカ潜水艦「グリーンリング」は北緯08度43分 東経151度03分 / 北緯8.717度 東経151.050度の推定地点で針路338度、推定速度16ノットから18ノットで航行する「ぶら志゛る丸」を発見しており、浮上攻撃で艦尾発射管から魚雷を4本発射したが、すべて外れたことを確認した。「グリーンリング」では「命中せず」と判定したものの、実際には不発魚雷が当たっており、「ぶら志゛る丸」では防水扉を閉鎖した上で速力を上げ、警戒を厳重にした。「グリーンリング」は一度は振り切られるも、翌8月5日未明に「ぶら志゛る丸」を再び発見し、北緯09度51分 東経150度46分 / 北緯9.850度 東経150.767度の推定地点で魚雷を3本発射。2本が「ぶら志゛る丸」に命中したことが確認され、「ぶら志゛る丸」は機関室が使用不能となって左舷へ傾斜。やがて船首が45度の角度で持ち上がりはじめ、「ぶら志゛る丸」の大野仁助船長がブリッジに立って三度「天皇陛下万歳」を高唱して万歳をしたあと間もなく海中に没した。日本側沈没位置記録北緯09度56分 東経150度46分 / 北緯9.933度 東経150.767度。
「ぶら志゛る丸」の救命ボートは、辛うじて第17号乙艇、第18号乙艇、第19号乙艇と第7号カッターのみが海上に降ろすことができ、第17号乙艇には乗員53名、第18号乙艇と第19号乙艇には乗員52名、そして第7号カッターには乗員44名が乗艇し、このうち第7号カッターは決死隊として早期救助を求めるべく別行動を取ることとされた。しかし、4艇が集結していたその時、攻撃を終えて捜索中だった「グリーンリング」が接近し、第19号乙艇乗艇の乗員1名を捕虜とした。「グリーンリング」はこの捕虜を尋問し、撃沈したのが「ぶら志゛る丸」であることを確認した。4艇の運命はさまざまではあったが、結果的にはいずれも救助された。しかし、その漂流日数はいずれも10日以上で、第19号乙艇が10日、第7号カッターは11日、第18号乙艇は20日、そして第17号乙艇は実に25日間も漂流し続けて救助を待ちわびたのであった。
別行動の第7号カッターを先発させて、残る3艇は櫂をマスト代わりに衣類を帆代わりにして帆走を開始した。また、乗員のうち3名は便乗して漂流していた4名の女性タイピストに席を譲り、自らは海中に消えていった。やがて第7号カッターは8月15日に北緯08度31分 東経149度16分 / 北緯8.517度 東経149.267度の地点で特設砲艦「第二号長安丸」（東亜海運、2,631トン）に発見されて救助され、第19号乙艇は8月16日にナモヌイト環礁オノー島に到達し、乗艇者は後刻トラックに帰還。
残る第17号乙艇と第18号乙艇は依然として漂流を続けていたが、8月16日に分離してしまった。度重なるスコールの襲来に悩まされ、また発見した航空機も期待通りに艇を見つけてくれることなく飛び去る日々が続き、非常用乾パンも乏しくなってアホウドリを喰らう状況となったが、艇の生存者は神仏の加護を信じて希望を捨てなかった。とはいえ次第に生存者の体力は衰えていき、第17号乙艇では8月25日に水夫長が衰弱死して水葬に付された。一方の第18号乙艇も3名が亡くなったが、8月24日に北緯11度16分 東経149度26分 / 北緯11.267度 東経149.433度の地点で特設駆潜艇「第十拓南丸」（日本水産、343トン）に救助された。第17号乙艇も8月27日に航空機が近接し、翌8月28日に航空機によって通信筒と食料を投下。そして、8月29日朝に北緯11度26分 東経147度58分 / 北緯11.433度 東経147.967度の地点で、第7号カッターと同じく「第二号長安丸」に救助された。
「ぶら志゛る丸」は1942年（昭和17年）9月15日に除籍および解傭された。

### エピソード
ルオット停泊中、第六戦隊（司令官五藤存知少将）がルオットに入泊してきた際、第六戦隊側から「ぶら志゛る丸」に対し、「貴船にパンを貰いに行く」と信号を送った。これに対して「ぶら志゛る丸」は「もう客船でないのでパンはない」と返事したところ、「貴船は客船だから是が非でも焼いて欲しい」と無理難題を吹っ掛けられた。「ぶら志゛る丸」は船内から小麦粉とパン焼き器を探し出し、第六戦隊からの難題に応えた。
徴傭されてからの「ぶら志゛る丸」は、右上の画像のように煙突は戦時塗装で塗りつぶしたものの、船体のほとんどは平時塗装の面影を残していたとされる。これに関しては、大阪商船出身の海事史家である野間恒は「平時塗装のまま」としている。一方、艦艇研究家の岩重多四郎は、大野仁助船長が灰色を嫌がって開戦後もしばらく平時塗装にしていたとの記述があるとするも、平時塗装のままではなくその上にグレー系塗料を塗っていたものが薄くなった、としている。大阪商船契約の画家大久保一郎が証言から遭難時を再現したぶら志゛る丸は戦時下グレー系に塗られたものである。撮影時期については、野間は昭和17年3月末としている。
画家大久保一郎は遭難時の証言から「ブリッジで万歳三唱を唱えてぶら志゛る丸と運命を共にする大野仁助船長」の様子を前述とは異なる場面から描いている。大野仁助船長は「仏の仁助」と周囲から称される温厚な人物とされ、釜山からトラック諸島に回航したあと、到着の報告のためトラックの第四根拠地司令部に赴いた。しかし、司令官がいなかった。大野が司令官の居場所を幕僚に問いただしたところ、司令官は遊びに出ていたという。「仏」大野はこれを聞いていつもの温厚さとは裏腹に憤激し、周囲に自分がトラックまでの航海でトイレ以外ブリッジから離れず任務を遂行したことを挙げたあと司令官の「怠慢」をなじり、「帝国海軍が日本を滅ぼすぞ」と言い捨てた。

### 監督官
- 神通久次郎 中佐：1942年5月1日[68] -

### ギャラリー

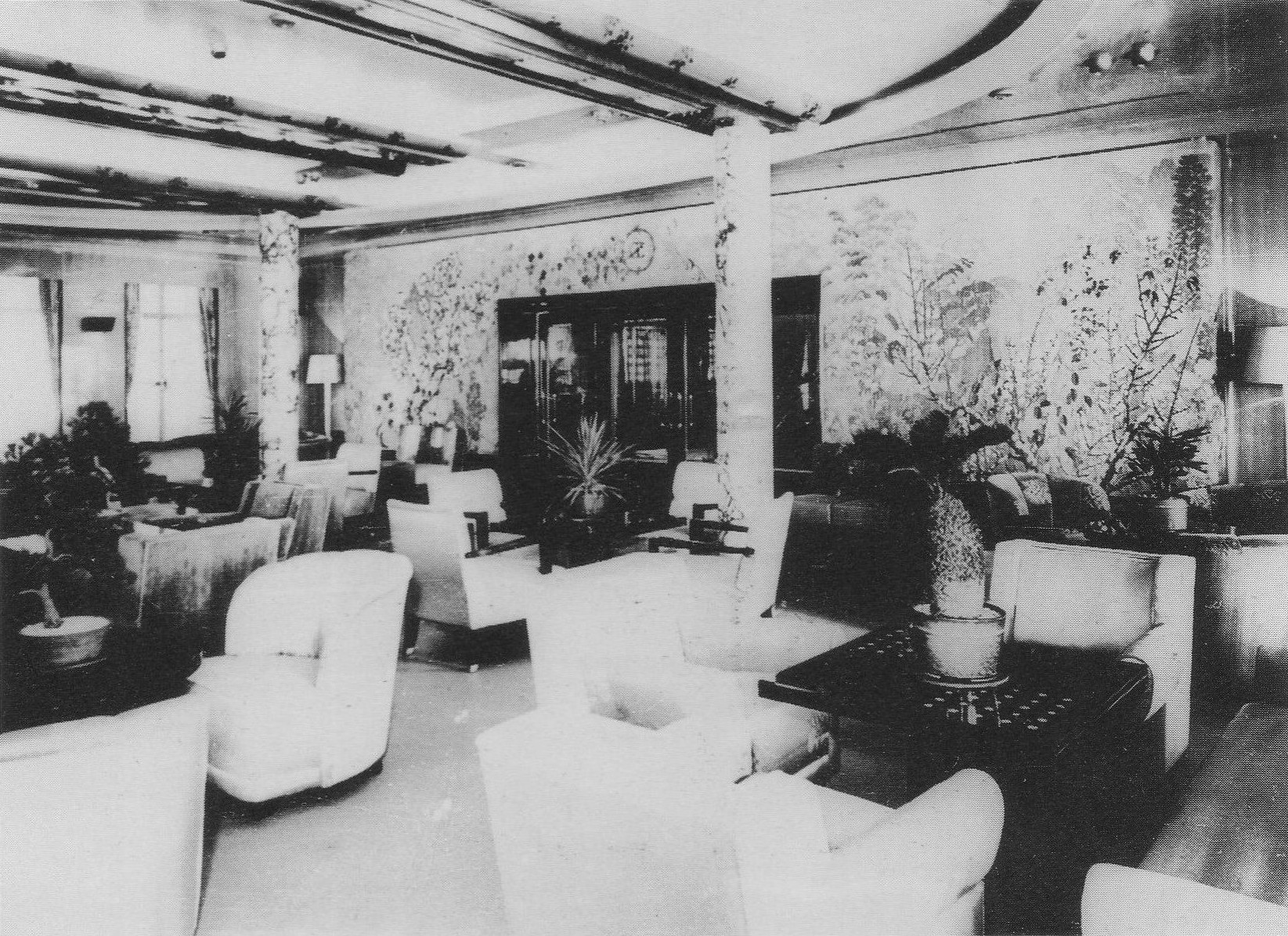
一等ラウンジ
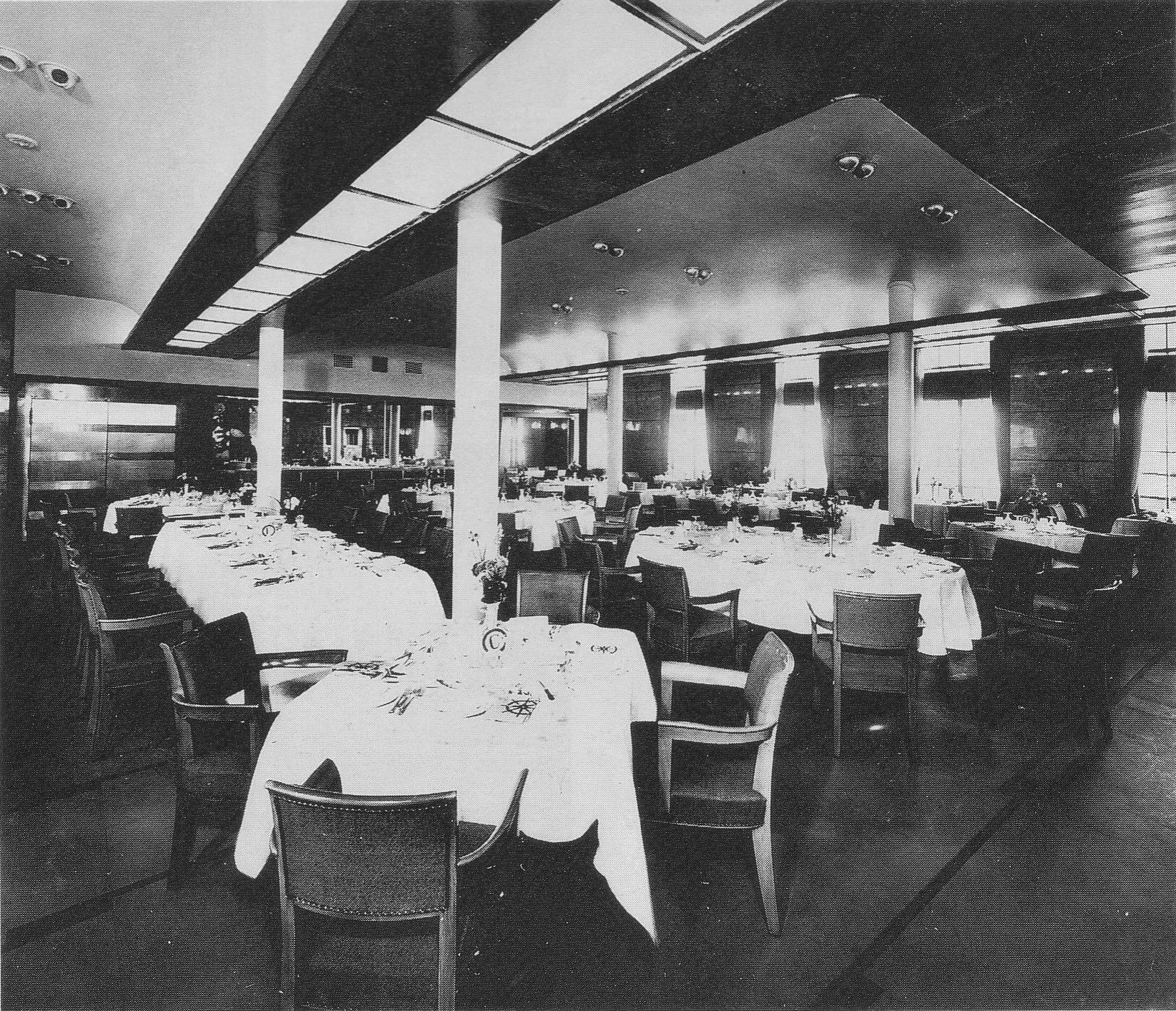
一等食堂

## ぶらじる丸

### 建造・設計
第二次世界大戦後、日本の海運業界および造船業界は計画造船によって再建が進められた。他方、大阪商船は1950年（昭和25年）11月にGHQの許可の下に南米航路を貨物船のみで再開しており、2年後の1952年（昭和27年）4月28日のサンフランシスコ講和条約発効を契機として、南米移民が国策として復活することとなった。南米移民輸送を「歴史的大任」と自認していた大阪商船は、再び移民船を差し立てることを計画し「さんとす丸」（8,280トン）など3隻を就航させるが、「さんとす丸」以下の就航船はもとが貨物船で、貨客船への転換が決まってから特別三等船室を急遽増設したため、貨客船とはいっても船客設備は所詮は「付け足し」であった。大阪商船は計画造船の枠外での建造を希望したが、予算編成上の制約等で1954年（昭和29年）度第9次計画造船の貨物船の枠内で建造することが決定した。これが、二代目の「ぶらじる丸」である。
二代目「ぶらじる丸」は新三菱重工業神戸造船所で1953年（昭和28年）10月27日に起工し、昭和29年4月6日に進水、7月10日に竣工した。貨物船「ぱなま丸」型に旅客設備を追加した形で、「さんとす丸」に続いて平甲板型の船型を持っていたが、三等客室に充てられた甲板室全体と船首楼は切り離されていた。、最上甲板に一等船室、食堂と喫煙室が配され、上甲板に特別三等船室と食堂、エントランスを配した。また、「さんとす丸」と同様に1948年SOLAS条約に適合した安全設備も備えた。機関は新三菱重工業神戸造船所が新たに開発したズルツァー式10RSD76型ディーゼルエンジン(9000BHP)の生産1号機が搭載された。

### 現役時
竣工後まもなく、「ぶらじる丸」はブラジル移住者603名とその他船客293名を乗せて神戸港を出港し、処女航海の途に就く。タイミングよく外務省に移民局が開設されて移民輸送は華やかに復活するはずであったが、不十分な施策ゆえに移民の数は伸び悩み、予定されていた「ぶらじる丸」の姉妹船建造計画は一時棚上げされた。やがて「さんとす丸」の大改装や二代目「あるぜんちな丸」（10,863トン）の竣工で大阪商船の移民船隊は5隻となり、ホノルルへの寄港の開始や往航での工業製品の輸送、復航での鉱物や農産物の輸送で一時的には好調を保ったが、「あるぜんちな丸」就航の翌1959年（昭和34年）以降は、日本において高度経済成長期（第一次）に差し掛かったことや受入国側の状況の変化と、それにともなう移民の数の減少などで移民輸送は衰退の一途をたどる。
折からの海運集約との関係もあって運輸省から移住船部門を切り離して新会社を設立するよう催促され、1963年（昭和38年）に日本移住船（現：商船三井客船）が設立され、「ぶらじる丸」を含む5隻の移住船は新会社に移籍した上で、大阪商船の裸用船として南米航路に就航し続けた。しかし、1964年（昭和39年）の東京オリンピックを経て移民の退潮は一層大きくなって年間1,000名を下回るようになり、「ぶらじる丸」は1965年（昭和40年）8月に三菱神戸造船所で船客定員半減に合わせた改装を行った。また、「あるぜんちな丸」ともども航海回数も年3回と削減された。運航形態そのものもクルーズ客船のはしりのような感じとなって移民から大きく離れていくこととなったが依然として収入は上がらず、親会社の大阪商船三井船舶に用船に出されて船客スペースのみを商船三井客船が販売するという有様であった。やがて、第1回「日中青年友好の船」としての航海を最後に、1973年（昭和48年）9月限りで引退。20年間で南米航路55航海・その他オーストラリア方面への臨時航海をあわせ計58回の遠距離航海を行い南米航路では乗客約67,000名・内約12,000名の移民を輸送した。

### 引退後
引退した「ぶらじる丸」は三重県鳥羽市に係船され、1974年（昭和49年）7月1日から海上パビリオン「鳥羽ぶらじる丸」として営業。16.5億円の改装費をかけ本船を運航した商船三井客船をはじめとした商船三井グループ各社や鳥羽市開発公社・近畿日本鉄道・安宅産業等が出資した「鳥羽ぶらじる丸観光」により運営され、海洋思想の啓蒙を主目的に操舵室や機関室など外洋客船の主要部を活かしつつ、古代の船の模型や海底の様子を表現した映像スクリーンなどを配した「海洋コーナー」・ブラジルの自然や文化などを映像やパネルなどで多面的に紹介する「ブラジルコーナー」といった展示室やレストラン・ゲームコーナー・ショッピングコーナーなどを設置した。
その後、1996年（平成8年）1月末に同パビリオンが営業不振で閉館、直前の1月20日には名古屋港友の会の主催により同船関係者やファン約60名による「お別れ会」が開かれた。鳥羽ぶらじる丸としての22年間で延べ約1000万人の来館者を数えた。
閉業後は解体のため上海へと曳航されたが、広東省湛江市に本拠を持つ「湛江海上城市旅遊娯楽」の張華生会長が買収し、湛江市に係留の上、湛江号と改名されて海上パビリオン「湛江号海上城市」として利用されており、アミューズメント施設やレストランが入居するが、外装や操舵室はそのまま残されている。
「湛江号海上城市」もまた、老朽化などにより2020年（令和元年）までに閉鎖された。湛江号は中国で2020年6月より配信された、ドラマ『バッド・キッズ 隠秘之罪』（原題『隠秘的角落』）のロケ地の一つになり、その後も引き続き係留されていた。
2025年8月1日、湛江海上旅游娯楽有限公司より、「海上城市」改造計画（第1期）が発表された。1億元を投資し、湛江号の大改修を軸に、乗船橋の増設や、船体の前に透水性の新施設（3500平方メートル）建設を行い、湛江の文化展示・レジャー体験・沿岸観光を兼ねた複合施設となる計画だという。

### 船内
遊歩甲板
- 一等食堂（20席）
- 一等喫煙室
- 一等室（6室）

遮影甲板
- 二等室（17室）
- 二等食堂（70席）
- 二等喫煙室
- 隔離病棟

上甲板
- 三等エントランス
- 三等食堂（106室）
- 児童室
- 理髪室
- 売店
- 三等ラウンジ
- 診療室
- 洗濯室

第2甲板
- 三等室（94人・222人・230人・216人・140人各1室）
- 三等コンパートメント（9室）
- 三等浴室
- 出産室
- 普通病室

### ギャラリー

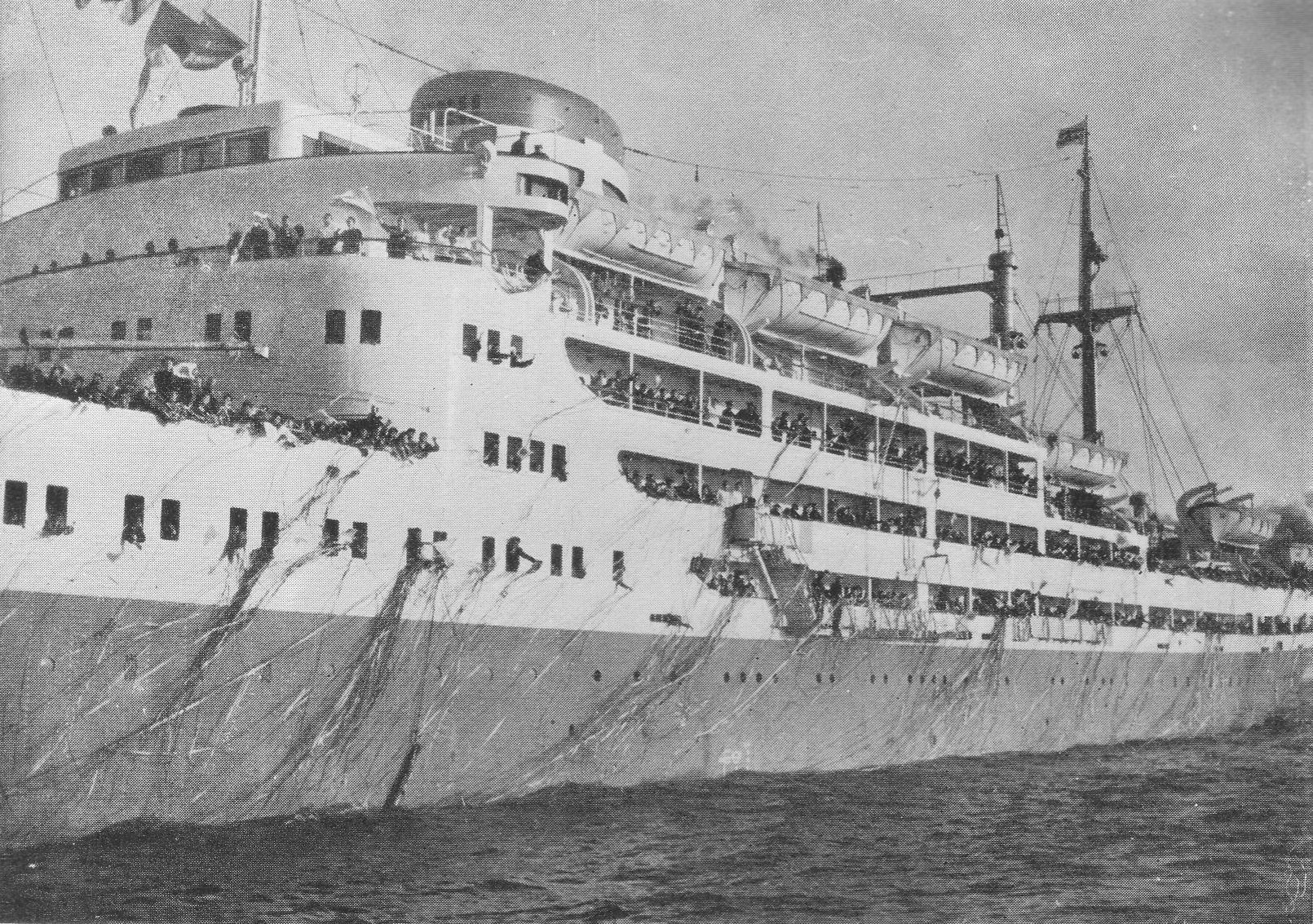
テープに彩られる「ぶらじる丸」の出港

## BRASIL MARU

### 概要
新日本製鐵（新日鐵）（当時）の製造拠点のうち、大分製鐵所は喫水の深い船でも入港が可能というメリットがあり、このことから商船三井側が新日鐵からの「大分製鐵所に横付けが可能な30万トンクラスの運搬船を使用して原料調達を行いたい」という要望を受け入れて建造を決断した。しかし、30万トンクラスもの船舶の運用方法では入港地が限られて従来の三国間輸送は難しく、日本（大分製鐵所）とブラジルのポンダ・ダ・マディラを直接運航することとなった。シャトル輸送の形態をとることに関しては異論もあったが、「新しいオペレーションを構築する」という意図のもとに理解が得られた。船名は、日本とブラジル間のみをシャトル輸送することと、2008年が「笠戸丸」による移民輸送100周年にあたっていたことから「BRASIL MARU」と命名されたが、その用途から正式に命名されるまでに商船三井内部で「ぶらじる丸」と呼ばれていた。船主は洞雲汽船とパナマのタモウ・ラインであり、船籍はパナマに置かれている。商船三井は運航を担当している。
「BRASIL MARU」は三井造船千葉事業所で建造され、2007年12月7日に竣工。同型船には「TUBARAO MARU（つばろん丸）」がある。竣工後は新日鐵と20年超にわたる長期契約を締結し、同社の製鉄所向けの鉄鉱石をブラジルから運搬している。2012年5月には、留学生として「ぶらじる丸」でブラジルに渡った経験があるUCC上島珈琲の上島達司会長が君津製鐵所で荷役中の「BRASIL MARU」を訪問した。

### 特徴
構想の時点から新日鐵が深くかかわっているが、建造でも新日鐵の協力で日本の造船業界では初めて超音波衝撃処理技術（UIT/Ultrasonic Impact Treatment）による疲労強度改善処理を導入し、鉄鉱石が主貨物であることから浮力に余裕を持たせた船型を開発して、総体的に船体強度を高めている。日本とブラジル間のみのシャトル輸送が主ではあるが、日本最大の鉄鉱石の輸入相手国であるオーストラリアへの寄港も念頭に置かれた船体設計となった。また、環境に配慮した燃料タンク構造やディーゼル機関を導入した。これらの点が評価され、2007年度の日本船舶海洋工学会選定「シップ・オブ・ザ・イヤー」の大型貨物船部門を受賞した。

## 関連作品
- ぶらじる丸最終航路 - 作詞・作曲・唄：新井英一

### サイト
- “1/700戦時輸送船模型集・ぶらじる丸”. Rosebury Yard.   岩重多四郎. 2013年1月10日閲覧。
- “世界最大級の鉄鉱石船 船名を“BRASIL MARU(ぶらじる丸)”と内定”. プレスリリース2007年.   商船三井. 2011年5月25日時点のオリジナルよりアーカイブ。2013年1月10日閲覧。
- “新たな歴史の一歩を ～BRASIL MARU～”. うなばらバックナンバー プロジェクトの舞台.   商船三井. 2013年1月10日閲覧。[リンク切れ]
- “Ship of the Year 2007”. 日本船舶海洋工学会 表彰.   日本船舶海洋工学会. 2012年11月26日時点のオリジナルよりアーカイブ。2013年1月10日閲覧。
- “鉱石運搬船 "BRASIL MARU （ぶらじる丸）"” (PDF). 三井造船技報 No.193.   三井造船 (2008年). 2013年1月10日閲覧。

### 印刷物
- アジア歴史資料センター（公式）（防衛省防衛研究所）
  - 『昭和17年4月～6月内令2巻/昭和17年5月(1)』。Ref.C12070162700。
  - 『昭和17年7月～9月内令/昭和17年9月分(2)』。Ref.C12070164900。
  - 『昭和十七年版 日本汽船名簿 内地 朝鮮 台湾 関東州 其一（上）』、31頁。Ref.C08050081000。
  - 『自昭和十七年五月一日至昭和十七年五月三十一日 あるぜんちな丸戦時日誌』、1-30頁。Ref.C08030680800。
  - 『自昭和十七年五月二十八日至昭和十七年六月十三日 あるぜんちな丸戦闘詳報』、31-46頁。Ref.C08030680800。
  - 『昭和17年5月1日～昭和17年8月7日　第2水雷戦隊戦時日誌戦闘詳報(1)』。Ref.C08030094900。
  - 『昭和17年5月1日～昭和17年8月7日　第2水雷戦隊戦時日誌戦闘詳報(2)』。Ref.C08030095000。
  - 『昭和17年6月1日～昭和19年6月30日　あ号作戦戦時日誌戦闘詳報(4)』。Ref.C08030040100。　表題は『あ号作戦』だが昭和17年6月二水戦日誌収録。
  - 『機密MI攻略部隊護衛隊命令第一号 呉鎮守府戦時日誌』、30-55頁。Ref.C08030094900。
  - 『機密MI攻略部隊護衛隊命令第一号 呉鎮守府戦時日誌』、1-47頁。Ref.C08030095000。
  - 『別冊第1　一木支隊作戦要領　昭和17年5月5日』。Ref.C13071032500。
  - 『別冊第2「ミッドウェー」作戦ニ関スル陸海軍中央協定　昭和17年5月5日』。Ref.C13071032600。
  - 『作戦関係重要書類綴　第2巻　自昭和17年1月至昭和17年12月(6)』。Ref.C13071074300。
  - 『昭和17年6月1日～昭和17年6月30日　ミッドウエー海戦　戦時日誌戦闘詳報(1)』。Ref.C08030040400。
  - 『昭和17年4月10日～昭和19年4月24日　第2海上護衛隊司令部戦時日誌(2)』。Ref.C08030142600。
  - 『昭和17年5月1日～昭和17年5月31日　横須賀鎮守府戦時日誌(1)』。Ref.C08030317600。
  - 『昭和17年8月1日～昭和17年8月31日　横須賀鎮守府戦時日誌(6)』。Ref.C08030320900。
  - 『昭和17年9月1日～昭和17年9月30日　横須賀鎮守府戦時日誌(3)』。Ref.C08030321600。

- 新聞記事文庫（神戸大学附属図書館デジタルアーカイブ）
  - 大阪朝日新聞（1939年10月2日）『誇る日本人の工芸 素晴しい手織の錦 新造ぶらじる丸の壁面を飾る 工房の山鹿氏と手織錦』。
- (issuu) SS-213, USS GREENLING, Part 1. Historic Naval Ships Association

- 大内建二『護衛空母入門　その誕生と運用メカニズム』光人社〈光人社NF文庫〉、2005年4月。ISBN 4-7698-2451-3。
- 大内建二『特設艦船入門　海軍を支えた戦時改装船徹底研究』光人社〈光人社NF文庫〉、2008年4月。ISBN 978-4-7698-2565-4。
- 岡田俊雄（編）『大阪商船株式会社八十年史』大阪商船三井船舶、1966年。
- 駒宮真七郎『戦時輸送船団史』出版協同社、1987年。ISBN 4-87970-047-9。
- 財団法人海上労働協会（編）『復刻版 日本商船隊戦時遭難史』財団法人海上労働協会/成山堂書店、2007年（原著1962年）。ISBN 978-4-425-30336-6。
- 新三菱重工業神戸造船所五十年史編さん委員会（編）『新三菱神戸造船所五十年史』新三菱重工業株式会社神戸造船所、1957年。
- 高松宮宣仁親王、嶋中鵬二発行人『高松宮日記 第四巻 昭和十七年一月一日〜昭和十七年九月三十日』中央公論社、1996年7月。ISBN 4-12-403394-X。
- 野間恒、山田廸生『世界の艦船別冊 日本の客船1 1868～1945』海人社、1991年。ISBN 4-905551-38-2。
- 野間恒『豪華客船の文化史』NTT出版、1993年。ISBN 4-87188-210-1。
- 野間恒『商船が語る太平洋戦争 商船三井戦時船史』野間恒（私家版）、2004年。
- 林寛司（作表）、戦前船舶研究会（資料提供）「特設艦船原簿/日本海軍徴用船舶原簿」『戦前船舶』第104号、戦前船舶研究会、2004年、92-240頁。
- 福井静夫『福井静夫著作集-軍艦七十五年回想記第七巻　日本空母物語』光人社、1996年8月。ISBN 4-7698-0655-8。
- 福井静夫 著「第三章　特設航空母艦」、阿部安雄・戸高一成/編集委員 編『福井静夫著作集　軍艦七十五年回想記  日本特設艦船物語』 第11巻、光人社、2001年4月。ISBN 4-7698-0998-0。
- 防衛庁防衛研修所戦史室『戦史叢書　ミッドウェー海戦』 第43巻、朝雲新聞社、1971年3月。
- 防衛庁防衛研修所戦史室『戦史叢書  中部太平洋方面海軍作戦(2)　昭和十七年六月以降』 第62巻、朝雲新聞社、1973年2月。
- 防衛庁防衛研修所戦史室『戦史叢書　大本營海軍部・聯合艦隊＜3＞　―昭和18年2月まで―』 第77巻、朝雲新聞社、1974年9月。
- 松井邦夫『日本商船・船名考』海文堂出版、2006年。ISBN 4-303-12330-7。
- 三菱造船（編）『創業百年の長崎造船所』三菱造船、1957年。
- 山高五郎『図説 日の丸船隊史話(図説日本海事史話叢書4)』至誠堂、1981年。